# بیوجاوا
بیوجاوا (به انگلیسی: BioJava) یک نرم‌افزار متن باز است که ابزارهایی در زبان جاوا را برای پردازش داده‌های بیولوژیکی در اختیار قرار می‌دهد. درواقع بیوجاوا مجموعه ای از توابع کتابخانه‌ای است که به زبان جاوا نوشته شده‌اند که ساختار پروتئینی، اعمال روی رشته‌ها، تجزیه فایل‌ها، برنامه‌نویسی پویا، سیستم توزیع شده و ساختارهای ساده برای اسفاده معمول را شامل می‌شود.
بیوجاوا طیف بسیار گسترده از داده‌ها از DNA و رشته‌های پروتئینی تا ساختارهای سه‌بعدی پروتئین را پشتیبانی می‌کند. کتابخانه‌های بیوجاوا برای بسیاری از کارهای بیوانفورماتیک مورد استفاده قرار می‌گیرد همانند: تجزیه بانک داده پروتئین و بسیاری دیگر.
این رابط برنامه‌نویسی (API) تجزیه و تحلیل داده، مدل‌های داده‌ای و الگوریتم‌هایی جهت سهولت کار با حالت استاندارد داده فراهم می‌نماید و تجزیه و تحلیل و توسعه را تسریع می‌دهد.
دیگر پروژه‌های بیوجاوا شامل rcsb-sequenceviewer, biojava-http, biojava-spark, rcsb-viewers است.

## ویژگی‌ها
بیوجاوا مدل‌های نرم‌افزاری برای بسیاری از امور در برنامه‌نویسی بیوانفورماتیک فراهم می‌کند که شامل موارد زیر است:
- دسترسی به داده‌های رشته‌های نوکلئوتید و پپتید از پایگاه داده محلی یا از راه دور
- تبدیل قالب پایگاه داده و فایل‌ها
- تجزیه پروتئین و اعمال روی آن
- جستجوی رشته‌های مشابه
- ایجاد و انجام اعمالی بر توالی یابی رشته‌ها

## تاریخچه
بیوجاوا توسط Thomas Down و Matthew Pocock با هدف تسهیل ابزارهای بیوانفورماتیک مبتنی بر زبان جاوا توسعه یافت. بیوجاوا یک نرم‌افزار متن باز است که طی ۱۲ سال و توسط بیش از ۶۰ توسعه دهنده ایجاد شده‌است.
در اکتبر سال ۲۰۱۲ اولین معرفی از جزئیات مدل‌ها و توابع و اهداف بیوجاوا منتشر شد و در سال ۲۰۱۸ در Google Scholar 130 بار ارجاع داده شد. آخرین مقاله بر روی بیوجاوا درفوریه سال ۲۰۱۷ با معرفی ابزارهای جدید منتشر شد که امکان شناسایی و تحلیل سه بعدی در بانک داده پروتئین افزوده شده‌بود.

## مدل‌ها
در سال ۲۰۱۴ تا ۲۰۱۵، قسمت‌هایی از کد بازنویسی شد. در نسخه سوم یک جهش مشخصی ایجاد شد که شامل مدل‌های مستقل بسیاری که با یک ابزار اتوماسیون به نام Apache Maven ساخته شده‌اند که این ماژول‌ها ابزار پیشرفته ای برای مقایسه ساختار پروتئین، توالی یابی دوتایی و چندتایی، کار با DNA و رشته‌های پروتئینی، تحلیل ویژگی‌های آمینواسید، تشخیص تغییرات ایجاد شده در پروتئین، پیش‌بینی منطق بی نظم در پروتئین‌ها و تجزیه فایل‌ها ارائه می‌دهد.
نسخه پنجم ویژگی‌های جدید ساختار و هم ترازی معرفی شده‌است. ماژول‌ها یی برای مدلسازی توالی نوکلئوتید یا اسید آمینه فراهم می‌کند و نام کلاس‌ها طوری تعریف شده که برای زیست‌شناسان آشنا باشد و مراحل مشخصی از تبدیل ژن به پروتئین ارائه دهد.
مدل‌ها عبارت اند از:
- ساختار پروتئین
- ژنوم و توالی
- هم ترازی
- ModFinder (مورد استفاده در ساختار سه بعدی پروتئین)
- آمینواسید و ویژگی‌های‌آن
- بی نظمی‌های پروتئین
- دسترسی به شبکه وب